# گودزیلا
گودزیلا نام هیولایی خیالی است که برای اولین بار در سری فیلم‌های ژاپنی به همین نام دیده شد. این جانور معمولاً در فیلم‌هایش علیه سایر موجودات  می‌جنگد و در برخی از فیلم‌ها، به عنوان عامل تهدیدکننده‌ای برای انسان‌ها به شمار می‌رود. این هیولا در اعماق دریاها زندگی می‌کند و با نفس اتمی‌اش می‌تواند هر موجودی را از بین ببرد.

## نام
نام اصلی ژاپنی این هیولا "Gojira" (به ژاپنی: ゴジラ) است که در حقیقت از به هم چسبیدن دو واژه ژاپنی "Kujira" (به ژاپنی: クジラ) به معنای نهنگ و "Gorira" (به ژاپنی: ゴリラ) به معنای گوریل به وجود آمده که اشاره‌ای به بدن بزرگ و آبزی بودن این موجود است. در اولین فیلم این سری، گودزیلا، پادشاه هیولاها نامیده شده است.

## پیدایش
در فیلم ۱۹۵۴، چنین شرح داده شده است که این هیولا در واقع بازمانده‌ای از جانوران دوران ژوراسیک است که در اعماق آب‌های اقیانوس آرام زندگی می‌کند. پس از انجام آزمایش‌های هسته‌ای توسط آمریکا در منطقه‌ی زندگی این موجود، تشعشعات هسته‌ای باعث جهش ژنتیکی آن شده و آن را از محل زندگی خود می‌راند.
البته در فیلم گودزیلا علیه شاه گیدورا، گودزیلا در حقیقت آخرین بازمانده از گونه‌ای از دایناسورها به نام گودزیلاساروس (به انگلیسی: Godzillasaurus) است که در جزیره‌ای خیالی به نام لاگوس زندگی می‌کند و پس از بمب‌باران اتمی این جزیره در سال ۱۹۵۴، تبدیل به هیولای اتمی می‌گردد. گودزیلا خود نماد بمب اتم است. در این فیلم، آیندگان برای جلوگیری از این اتفاق از سال ۲۲۰۴ به سال ۱۹۴۴ سفر کرده و گودزیلاساروس را که توسط نیروهای آمریکایی زخمی شده است به اعماق تنگه برینگ تلپورت می‌کنند. اما، بعدها و در دهه ۷۰ میلادی یک زیردریایی اتمی شوروی در آن منطقه غرق شده و تشعشعات هسته‌ای آن باعث تبدیل شدن جانور به گودزیلا شده است.

## مشخصات
فرم و بدن این هیولا در حقیقت ترکیب تصور عمومی بدن دایناسورها در دهه ۵۰ میلادی گرفته شده‌است. بدن آن از تیرانوسوروس رکس، دست‌های آن از ایگوآنودون و صفحات پشت بدن آن از استگوسوروس الهام گرفته شده‌است. بدن آن از نوعی فلز بسیار مقاوم ساخته شده‌است؛ به صورتی که هیچ‌یک از بمب و موشک‌های ساخته دست بشر بر آن کارگر نیست. به دلیل تأثیر مواد رادیواکتیو، این موجود می‌تواند از دهان خود اشعهٔ مرگبار و داغی را بیرون کند. در برخی از نسخه‌ها (سال ۱۹۹۵ و ۲۰۱۹) گودزیلا از بدن خود گرما و حرارت بسیار زیادی تولید می‌کند که موجب ذوب شدن ساختمان‌های اطراف می‌شود. قد این موجود از ۵۰ متر (سال ۱۹۵۴) تا ۳۰۰ متر (۲۰۱۸–۲۰۱۷) متغیر است.
| مشخصات    | گودزیلا (۱۹۵۴) | کینگ کونگ علیه گودزیلا (۱۹۶۲) | بازگشت گودزیلا (۱۹۸۴) | گودزیلا علیه شاه گیدورا (۱۹۹۱) | گودزیلا (۱۹۹۸) | گودزیلا: سیاره هیولاها (۲۰۱۷) | گودزیلا: پادشاه هیولاها (۲۰۱۹) |
| --------- | -------------- | ----------------------------- | --------------------- | ------------------------------ | -------------- | ----------------------------- | ------------------------------ |
| نام       | گوجیرا         | شووآ                          | هیسه                  | هیسه                           | زیلا           | گودزیلا ارث                   | لجندری                         |
| قد (متر)  | ۵۰             | ۵۰                            | ۸۰                    | ۱۰۰                            | ۵۴             | ۳۰۰                           | ۱۱۹/۸                          |
| طول (متر) | ۱۲۲            | ۱۰۵                           | ۱۹۰                   | ۲۰۰                            | ۹۰             | ؟                             | ۱۱۷/۴                          |
| وزن (تن)  | ۲۰۰۰۰          | ۲۰۰۰۰                         | ۵۰۰۰۰                 | ۶۰۰۰۰                          | ۵۰۰            | ۱۰۰۰۰۰                        | ۹۹۶۳۴                          |

## زمان‌بندی
فیلم‌های گودزیلا به چهار دوره زمانی تقسیم می‌شوند:
1. دوران شووا (۱۹۷۵ - ۱۹۵۴): با اولین فیلم گودزیلا (۱۹۵۴) شروع شده و با فیلم وحشت مکاگودزیلا (۱۹۷۵) تمام می‌شود
2. دوران هیسه (۱۹۹۵ - ۱۹۸۴): با فیلم بازگشت گودزیلا (۱۹۸۴) شروع شده و با فیلم گودزیلا علیه دِستِرویا (۱۹۹۵) تمام می‌شود
3. دوران میلینیوم (۲۰۰۴ - ۱۹۹۹): با فیلم گودزیلا ۲۰۰۰ (۱۹۹۹) شروع شده و با فیلم گودزیلا: جنگ‌های نهایی (۲۰۰۴) تمام می‌شود
4. دوران پسا میلینیوم (? - ۲۰۱۶): با فیلم بازخیز گودزیلا (۲۰۱۶) شروع شده و با انیمیشن‌های گودزیلا: سیاره هیولا (۲۰۱۷)، گودزیلا: شهری در خط مقدم (۲۰۱۸) و گودزیلا: خورنده سیاره (۲۰۱۸) ادامه می‌یابد

در این بین، فیلم‌هایی فرعی نیز از روی گودزیلا توسط شرکت‌های آمریکایی ساخته شده‌اند که در چهار رده بالا قرار نمی‌گیرند و بعضی از آن‌ها صرفاً تدوین دوباره فیلم اصلی به زبان انگلیسی هستند. این فیلم‌ها عبارتند از:
- گودزیلا، پادشاه هیولاها! (۱۹۵۶) توسط شرکت جوئل اینترپرایزس
- گودزیلا ۱۹۸۵ (۱۹۸۵) توسط شرکت نیو وورد پیکچرز
- گودزیلا (۱۹۹۸) توسط شرکت سنتروپلیس اینترتیمنت
- گودزیلا (۲۰۱۴) توسط شرکت لجندری پیکچرز
- گودزیلا: پادشاه هیولاها (۲۰۱۹) توسط شرکت لجندری پیکچرز
- گودزیلا در برابر کونگ (۲۰۲۱) توسط شرکت لجندری پیکچرز
- گودزیلا و کونگ: امپراتوری جدید (۲۰۲۴) توسط شرکت لجندری پیکچرز